# Alpina B12
Zakłady Burkard Bovenspien znane bardziej jako BMW-Alpina produkują mocno zmodernizowane produkty firmy BMW. W tym wypadku wyprodukowane w 1990 roku nowe modele - Alpina B12 5,0 Coupé i w 1992 Alpina B12 5,7 Coupé miały sprostać wymagającym bawarskim klientom. Wkład i zastosowane liczne modyfikacje w tym modelu pozwoliły na zmianę emblematów z oryginalnych szachownic BMW na logo Alpiny z uwagi na kolosalne różnice począwszy od elementów karoserii i spojlerów, całkowicie zmienionych wnętrz pojazdów wykonywanych na zamówienie kończywszy na zmienionych układach jezdnych, ogromnych tarcz hamulcowych i silnika. Na bazie BMW E31 850i zbudowano bardziej sportową, a jednocześnie, z czego słynie Alpina bardziej komfortową wersję 850i. Posiada on znany z modeli BMW E31 i BMW E32 silnik dwunastocylindrowy o mocy znamionowej 300 KM, lecz jest on zmodernizowany i wzmocniony wykonany w technice dwuzaworowej o pojemności pięciu litrów, osiągający moc 350 KM. Silnik mocniejszy o 50 KM od bazowego 5.0l pozwala rozpędzić się B12 do 280 km/h.

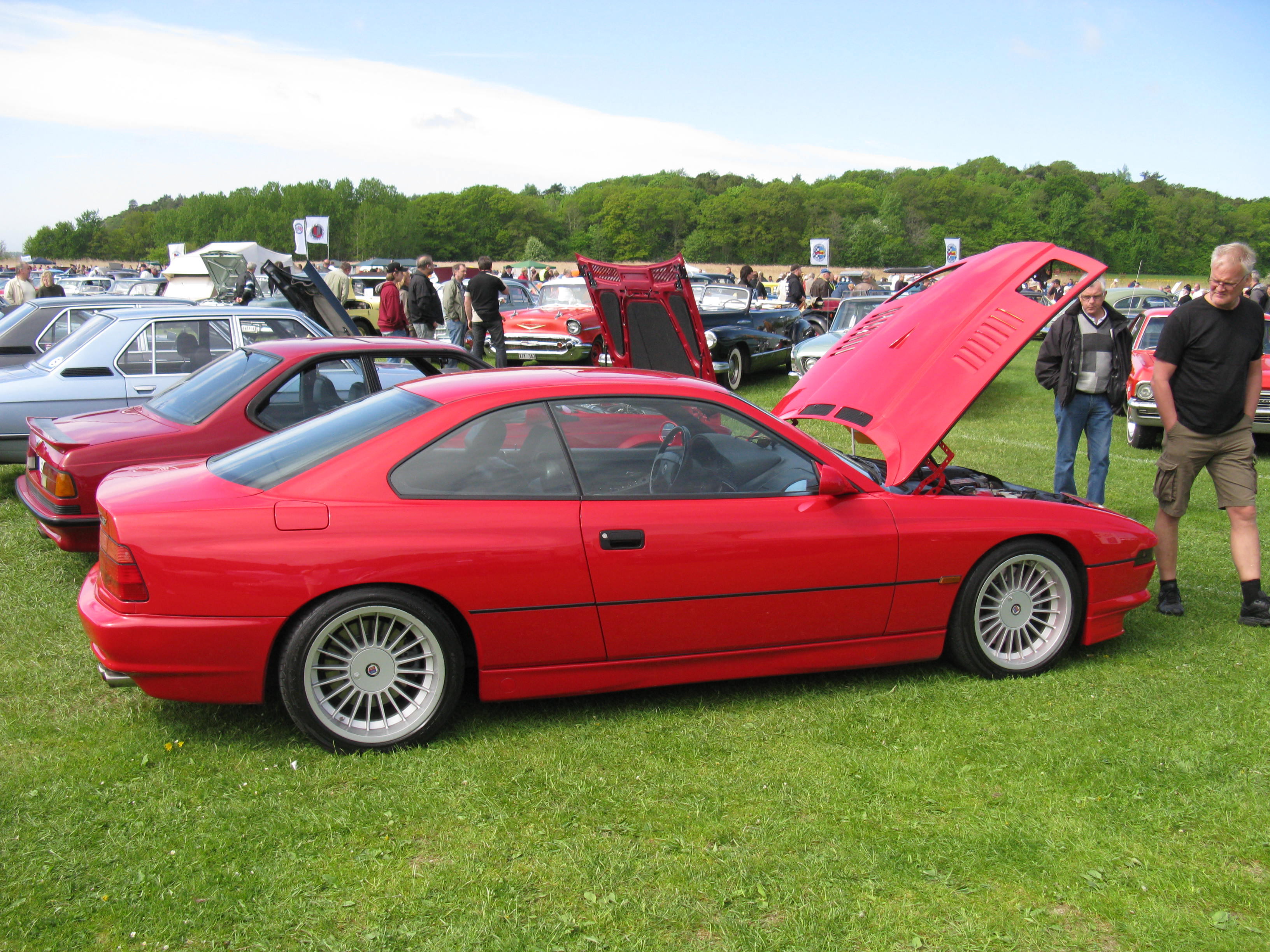
Alpina B12 Coupé - widok z boku

Przenoszenie mocy odbywa się za pomocą automatycznej, czterostopniowej skrzyni biegów ze sterowaniem hydraulicznym. Była to jedyna możliwa opcja do tego modelu ze względu na bardziej eleganckie przeznaczenie tego modelu. Firma Alpina pod nazwą B12 produkowała także 2 inne modele, a mianowicie limuzynę oznaczoną nazwą kodową BMW E32 i jej następcę, czyli BMW E38. Oficjalnie modele BMW serii 7 nazywały się Alpina B12 5.0 V12, Alpina B12 5.7 V12 Alpina B12 6.0 V12.

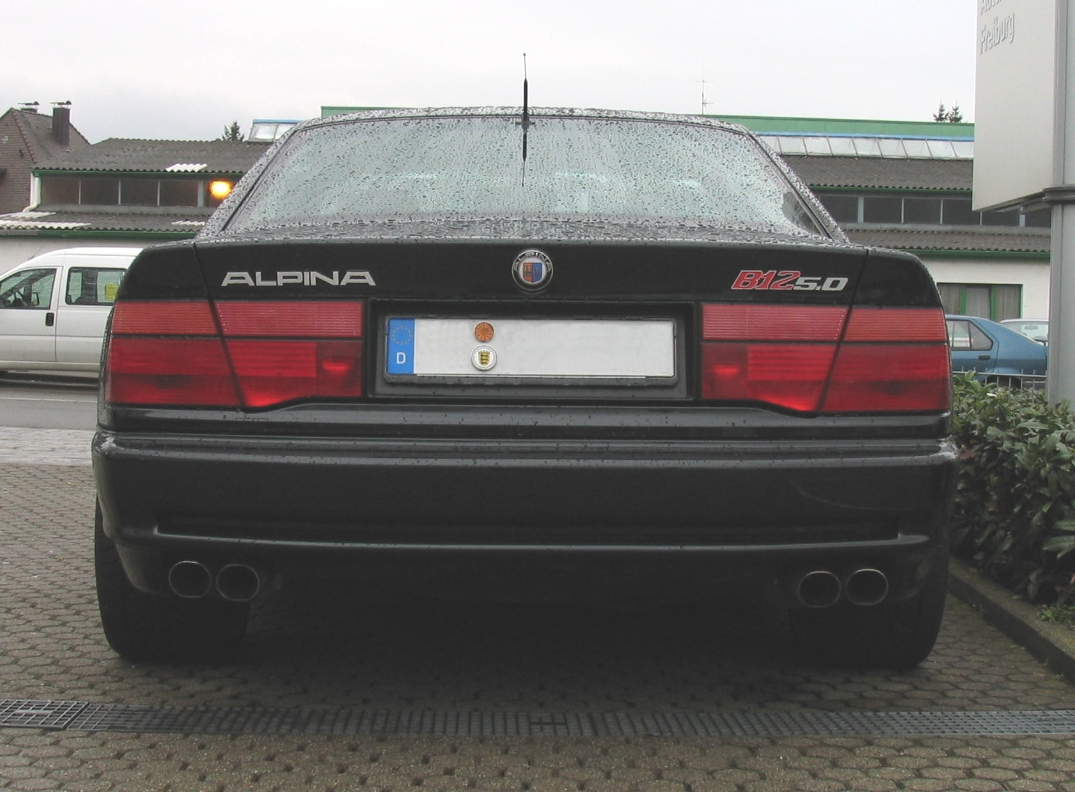
Alpina B12 Coupé - widok z tyłu

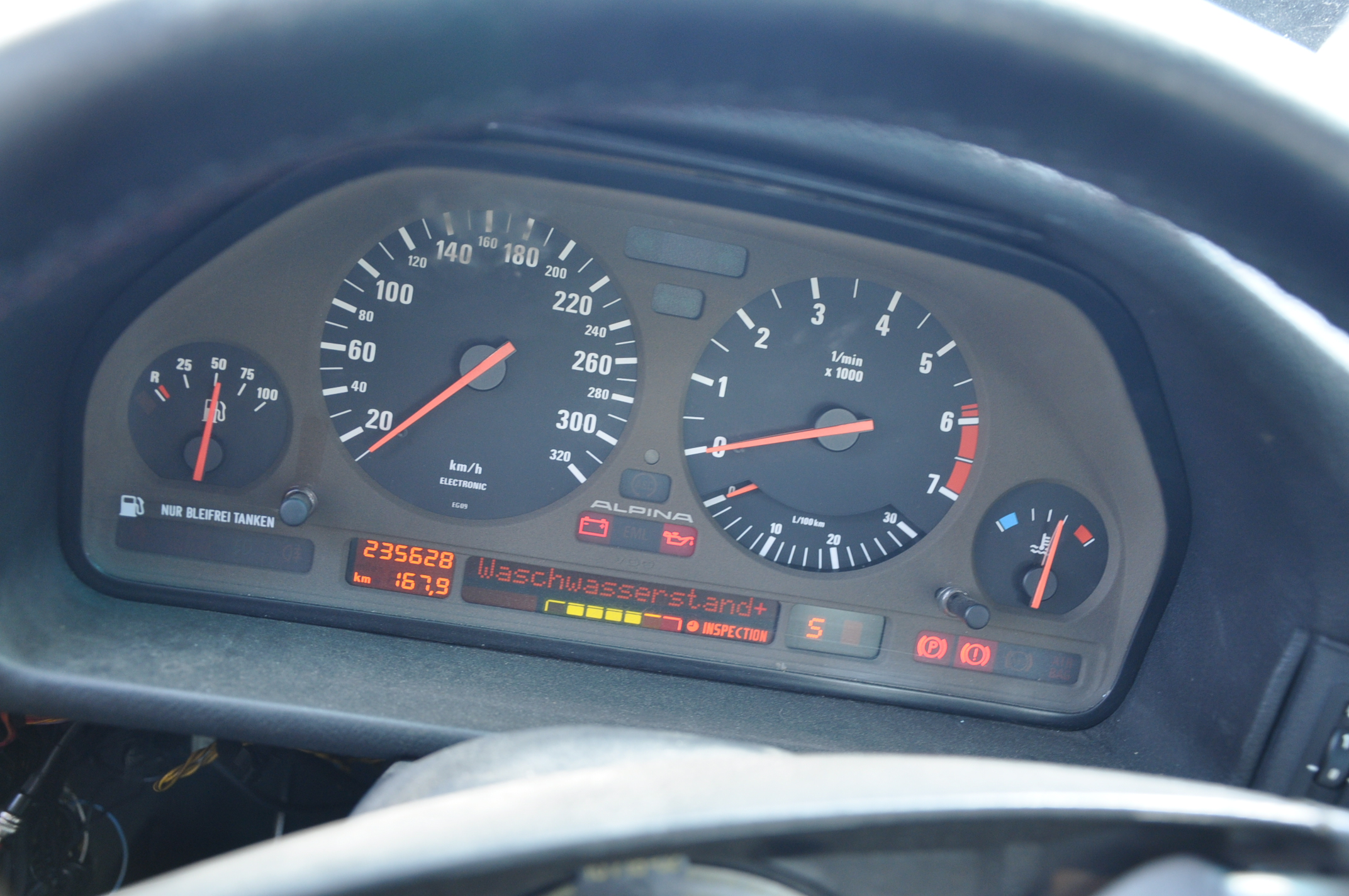
Alpina B12 750iL - tablica przyrządów

Modelem bardziej zaawansowanym i sportowym była wzmocniona wersja 5.7 o mocy ponad 400 KM. Silnik bazował na konstrukcji sportowego 850 CSi, który BMW Motorsport wprowadził na rynek 1993 roku, lecz prototyp silnika S70 B56 był już gotowy w 1992 roku. Wersja prototypowa tego silnika była już w planach w 1990 roku w prototypowym modelu BMW M8, lecz w stosunku do M8 wszystkie pozostałe wersje silnika V12 były wykonane tylko w technice 2-zaworowej. Dzięki podniesionej pojemności Alpina zyskała moment obrotowy, który wynosił niemalże 600 Nm. Ta wersja Alpiny oferowana była tylko z 6-biegową skrzynią manualną i w porównaniu do podstawowej wersji 5.0 Coupé była wyraźnie niższa i posiada bardziej utwardzone zawieszenie.

## Dane techniczne modeli Alpiny B12 5.0 / B12 5.7 / B12 6.0
| Alpina              | B12 5.0 Coupé (E31)                                            | B12 5.7 Coupé (E31)                                            | B12 5.0 (E32)                                                  | B12 5.7 (E38)                                                  | B12 6.0 (E38)                                                  |
| ------------------- | -------------------------------------------------------------- | -------------------------------------------------------------- | -------------------------------------------------------------- | -------------------------------------------------------------- | -------------------------------------------------------------- |
| Lata produkcji      | 1990-1994                                                      | 1992-1994                                                      | 1988-1994                                                      | 1995-1998                                                      | 1999-2001                                                      |
| Liczba egzemplarzy  | 97 sztuk                                                       | 57 sztuk                                                       | 305 sztuk                                                      | 202 sztuki                                                     | 94 sztuki                                                      |
| Silnik              | V12 12-cylindrowy, 24-zaworowy (czterosuwowy)                  | V12 12-cylindrowy, 24-zaworowy (czterosuwowy)                  | V12 12-cylindrowy, 24-zaworowy (czterosuwowy)                  | V12 12-cylindrowy, 24-zaworowy (czterosuwowy)                  | V12 12-cylindrowy, 24-zaworowy (czterosuwowy)                  |
| Pojemność skokowa   | 4988 cm³                                                       | 5646 cm³                                                       | 4988 cm³                                                       | 5646 cm³                                                       | 5980 cm³                                                       |
| Napęd               | tylny                                                          | tylny                                                          | tylny                                                          | tylny                                                          | tylny                                                          |
| Moc maksymalna      | 257 kW (349 KM) przy 5300 obr./min                             | 306 kW (416 KM) przy 5400 obr./min                             | 257kW (349 KM) przy 5300 obr./min                              | 285 kW (387 KM) przy 5200 obr./min                             | 316 kW (430 KM) przy 5400 obr./min                             |
| Max. moment obr.    | (470 Nm) przy 4000 obr./min                                    | (570 Nm) przy 4000 obr./min                                    | (470 Nm) przy 4000 obr./min                                    | (560 Nm) przy 4100 obr./min                                    | (600 Nm) przy 4200 obr./min                                    |
| Stopień sprężania   | 10.0:1                                                         | 9.5:1                                                          | 10.0:1                                                         | 9.5:1                                                          | 10.2:1                                                         |
| Układ zaworów       | SOHC, łańcuch, 2 zawory na cylinder, pojedynczy wałek rozrządu | SOHC, łańcuch, 2 zawory na cylinder, pojedynczy wałek rozrządu | SOHC, łańcuch, 2 zawory na cylinder, pojedynczy wałek rozrządu | SOHC, łańcuch, 2 zawory na cylinder, pojedynczy wałek rozrządu | SOHC, łańcuch, 2 zawory na cylinder, pojedynczy wałek rozrządu |
| Skrzynia biegów     | 4-biegowa automatyczna                                         | 6-biegowa manualna                                             | 4-biegowa automatyczna                                         | 5-biegowa automatyczna (Alpina Shift-Tronic)                   | 5-biegowa automatyczna (Alpina Shift-Tronic)                   |
| Rozstaw osi         | 2684 mm                                                        | 2684 mm                                                        | 2833 mm                                                        | 2930 mm                                                        | 2930 mm                                                        |
| Wymiary D x S x W   | 4870 x 1855 x 1330 mm                                          | 4870 x 1855 x 1330 mm                                          | 4910 x 1850 x 1400 mm                                          | 4985 x 1862 x 1420 mm                                          | 4985 x 1862 x 1415 mm                                          |
| Masa własna         | 1790 kg                                                        | 1865 kg                                                        | 1800 kg                                                        | 1950 kg                                                        | 2010 kg                                                        |
| 0-100 km/h          | 6,8 s                                                          | 5,8 s                                                          | 6,9 s                                                          | 6,4 s                                                          | 5,9 s                                                          |
| Prędkość maksymalna | 281 km/h                                                       | 300 km/h                                                       | 275 km/h                                                       | 285 km/h                                                       | 291 km/h                                                       |